# Pseudoceritidae
Pseudoceritidae är en familj av plattmaskar. Pseudoceritidae ingår i ordningen Polycladida, klassen virvelmaskar, fylumet plattmaskar och riket djur. Enligt Catalogue of Life omfattar familjen Pseudoceritidae 7 arter. 
Kladogram enligt Catalogue of Life:
| Pseudoceritidae | \| \| Pseudoceros \| \| \| \| \| \| Thysanozoon \| \| \| \| |
|                 | \| \| Pseudoceros \| \| \| \| \| \| Thysanozoon \| \| \| \| |
|                 | Callioplanidae                                              |
|                 |                                                             |
|                 | Cestoplanidae                                               |
|                 |                                                             |
|                 | Cryptocelidae                                               |
|                 |                                                             |
|                 | Emprosthoparnygidae                                         |
|                 |                                                             |
|                 | Euryleptidae                                                |
|                 |                                                             |
|                 | Hoploplanidae                                               |
|                 |                                                             |
|                 | Latocestidae                                                |
|                 |                                                             |
|                 | Leptoplanidae                                               |
|                 |                                                             |
|                 | Pericelidae                                                 |
|                 |                                                             |
|                 | Planoceridae                                                |
|                 |                                                             |
|                 | Plehniidae                                                  |
|                 |                                                             |
|                 | Polyposthiidae                                              |
|                 |                                                             |
|                 | Prosthiostomidae                                            |
|                 |                                                             |
|                 | Stylochidae                                                 |
|                 |                                                             |
|                 | Pseudoceros                                                 |
|                 |                                                             |
|                 | Thysanozoon                                                 |
|                 |                                                             |

|  | Pseudoceros |
|  |             |
|  | Thysanozoon |
|  |             |